# 中沙群島
中沙群島，1946年之前中華民國官方称南沙群岛，是南海上的四大群島之一，位於西沙群島東南約100公里、東沙群島西南遠方、南沙群島北方，主要島嶼為黃岩島。但嚴格來說，除了中华人民共和国所控之黃岩島外，中沙群島大部分只是一群沒有露出水面的珊瑚礁石。
中沙群島正如南海上其他島嶼一樣，鄰近海域有豐富漁產，還可能有石油及天然氣等資源。因為淺灘危險，所以鄰近海域航行困難。目前中沙群島沒有常住居民，除了中華人民共和國外，中華民國及菲律賓都聲稱擁有中沙群島的主權，而中華人民共和國於2012年起實際控制中沙群島唯一露出水面的黃岩島至今，是中沙群島鎮政府的所在地，並由中國海警巡駐。故基本就等於控制該群島。而中華民國之中沙群島管理權責單位為海巡署；菲律賓則歸屬三描禮士省管理。中華人民共和國的中沙群島行政上由海南省三沙市西沙区代管。

## 歷史
明代《鄭和航海圖》中有「石星石塘」，據推測是指中沙群島。海圖有一條針路航線從石星石塘以北通過。
1748年9月12日一艘英国商船斯卡伯勒號在今黄岩岛触礁，为了纪念这一事件，英國將其命名为斯卡伯勒礁。18世紀末的西方海圖已經標示了斯卡伯勒礁的經緯度，中沙群島其餘的暗礁則標註其水深，被稱為Macclesfield。
19世紀時，英國東印度公司水文師詹姆士·霍尔斯堡的《印度指南》用精密手表精確測量各暗礁的經度。。

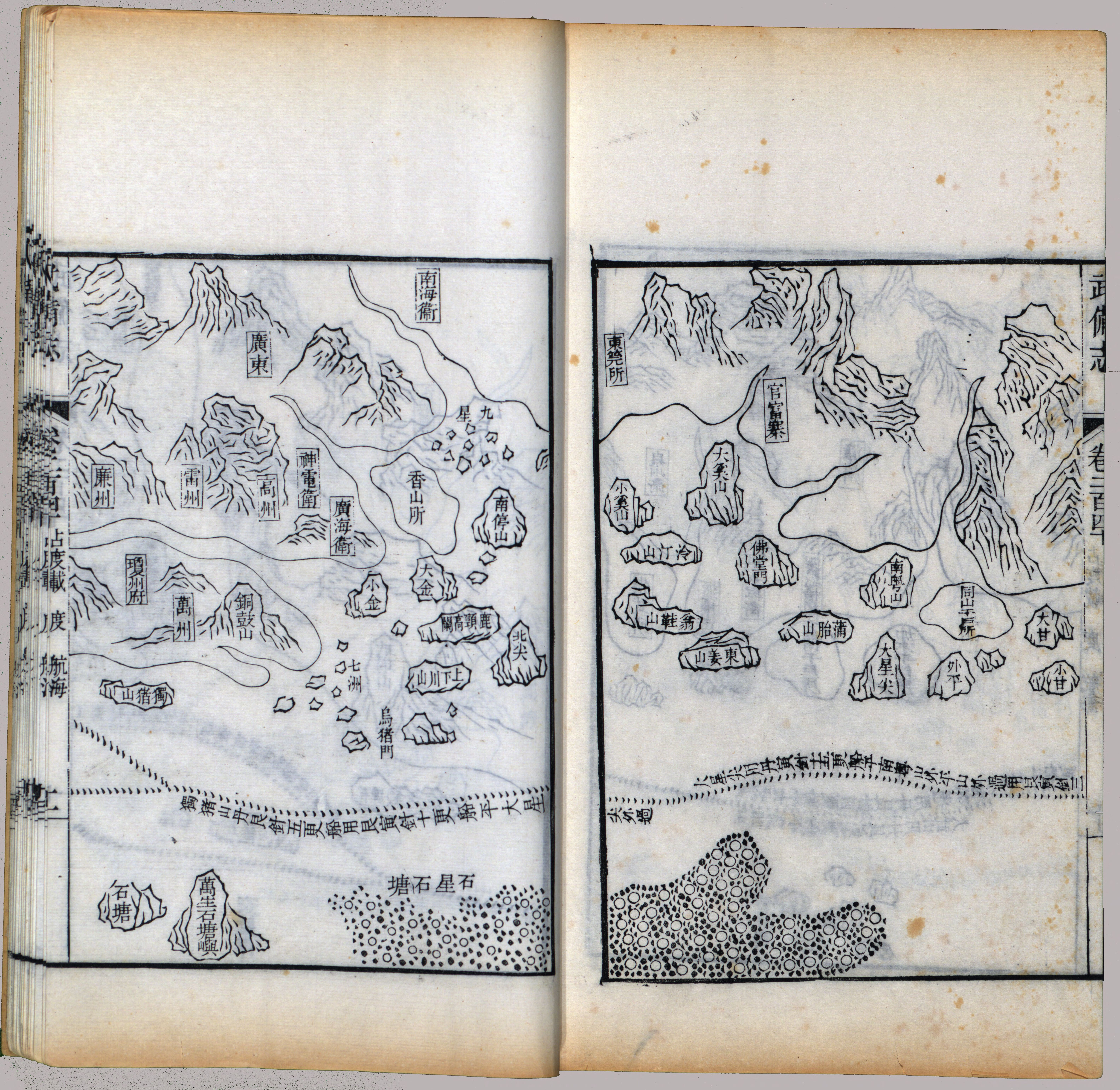
《武備志》中《鄭和航海圖》標出「石星石塘」
1734年出版的《維拉德地圖（英语：Velarde map）》上標示Panacot
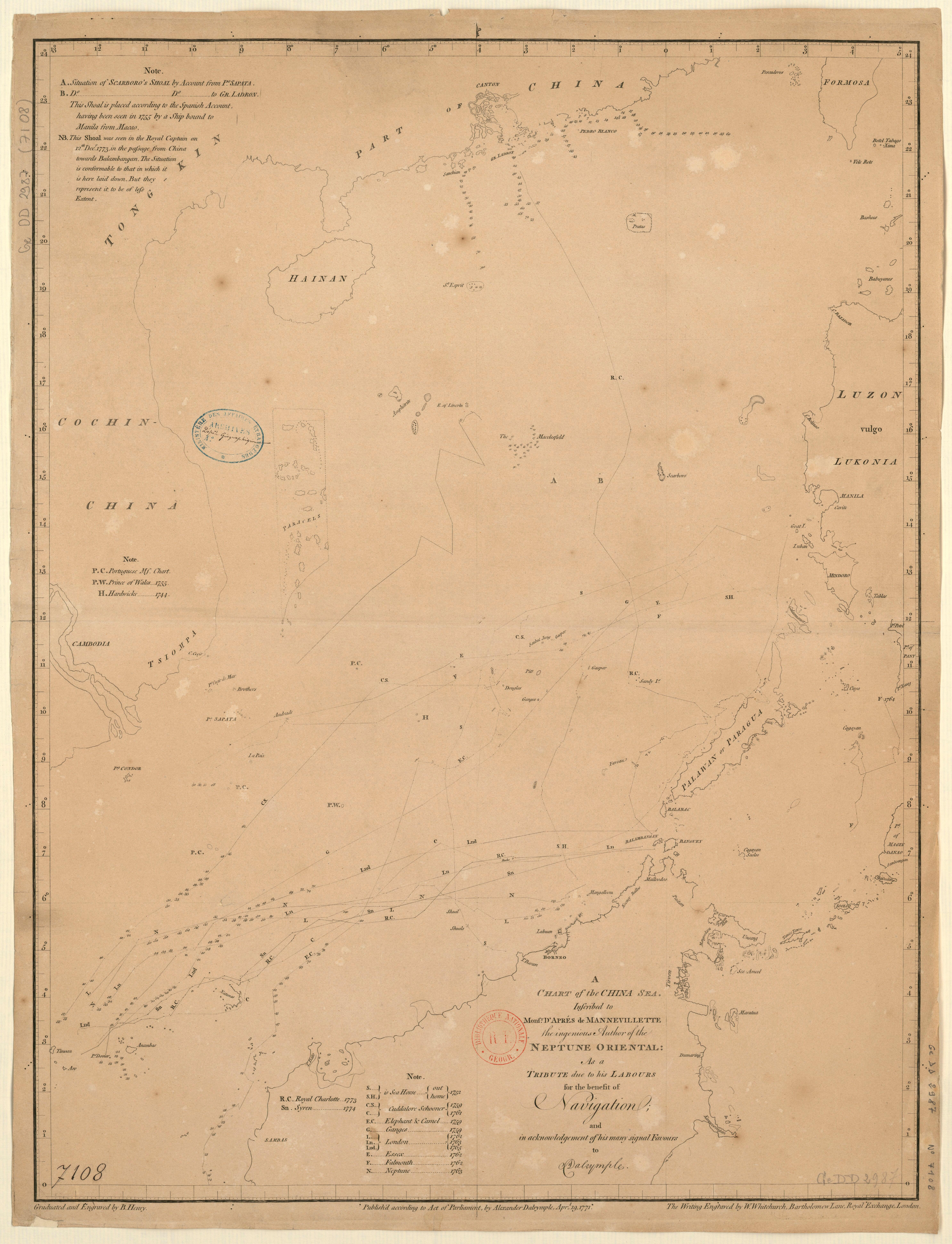
1771年，英國出版的海圖，標註斯卡伯勒礁（Scarboro）的位置和兩個過去錯誤的經度，也畫出巴拉望島以西三個無名島礁
1806年詹姆士·霍爾斯堡出版的海圖標示了斯卡伯勒礁（Scarborough Shoal）與暗礁Macclesfield Bank的經緯度，以及水文船向北穿越暗礁的一條航線

清代谢清高於1820年出版《海录》，把中沙群岛称作「红毛浅」。
1946年9月13日，中華民國政府行政院將三十年代命名的“南沙群島”改名為“中沙群島”，而“團沙群島”則改名為南沙群島。內政部編制《南海諸島新舊名稱對照表》，於1947年11月正式公佈，並在官方地圖上標示。
中沙群島及附近水域目前由中華人民共和國控制，並由海軍巡邏及駐守。

## 红毛浅地名考证
红毛浅是清代对中沙群岛的称呼。红毛为亚洲多个地区对西洋人（白人）的称呼，可见于粵语、闽南语等。尤其是荷兰航海者，为拓展到东亚的航道，惯常选择经过中沙群岛航行，以避免走与其敌对的其他西方国家的航线。
清代谢清高《海錄·噶喇叭》記載：
|  | 在南海中，海舶由往广东者，走内沟，则出万山后，往西南行，经琼州，安南至崑仑。又南行约三四日到地盆山，万里长沙在其东。走外沟，则出万山后，向西南行少西，约四五日经红毛浅，有沙坦在其中，约宽百余里，其极浅处止四丈五尺，过浅又行三四日到草鞋石，又四五日到地盆山，与内沟道合，万里长沙在其西。沟之内外，以沙分也。 |

《海录·沙喇我》记载：
|  | 沙喇我国在麻六呷西北。由麻六呷海道顺东南风二三日经红毛浅，下有浮沙，其水不深，故曰浅。 |

韩振华在《七洲洋考》中引用了广东梅州人俞昌会於1842年编撰的《防海辑要·海国图》：
|  | 七洲洋是一个大洋，它的东面是小吕宋（今菲律宾群岛），它的南面是尖笔两（今淡美兰群岛），它的西面是长沙（古帕拉塞尔群岛），长沙尾部是草鞋石（今越南胡志明市东部海面的鞋岛Hòn Hải，Pulo Sapate，位于北纬9°44'，东经109°12'），它的西北面是红毛浅（殆指中沙群岛），它的正北面是万山（今广东省珠江口外的万山群岛），它的东北面是澎湖（今台湾省澎湖群岛），在这个范围内的大洋，就是七洲洋。 |

## 分布
| 中文名称 | 中文名称   | 中文名称   | 中文名称          | 英文名称 | 經緯度                                          | 海拔（公尺） |
| -------- | ---------- | ---------- | ----------------- | -------- | ----------------------------------------------- | ------------ |
| 中沙群島 | 中沙大环礁 | 外缘       | 西门暗沙          |          | 15°58′N 114°03′E / 15.967°N 114.050°E           | 0-           |
| 中沙群島 | 中沙大环礁 | 外缘       | 本固暗沙          |          | 16°00′N 114°06′E / 16.000°N 114.100°E           | -12          |
| 中沙群島 | 中沙大环礁 | 外缘       | 美滨暗沙          |          | 16°03′N 114°13′E / 16.050°N 114.217°E           | -14          |
| 中沙群島 | 中沙大环礁 | 外缘       | 鲁班暗沙          |          | 16°04′N 114°18′E / 16.067°N 114.300°E           | -14          |
| 中沙群島 | 中沙大环礁 | 外缘       | 中北暗沙          |          | 16°06′N 114°25′E / 16.100°N 114.417°E           | -12          |
| 中沙群島 | 中沙大环礁 | 外缘       | 比微暗沙          | （）     | 16°13′N 114°44′E / 16.217°N 114.733°E           | -11          |
| 中沙群島 | 中沙大环礁 | 外缘       | 隐矶滩            | （）     | 16°03′N 114°56′E / 16.050°N 114.933°E           | -18          |
| 中沙群島 | 中沙大环礁 | 外缘       | 武勇暗沙          |          | 15°52′N 114°47′E / 15.867°N 114.783°E           | -18          |
| 中沙群島 | 中沙大环礁 | 外缘       | 济猛暗沙          |          | 15°42′N 114°41′E / 15.700°N 114.683°E           | -16          |
| 中沙群島 | 中沙大环礁 | 外缘       | 海鸠暗沙          |          | 15°36′N 114°28′E / 15.600°N 114.467°E           | -18          |
| 中沙群島 | 中沙大环礁 | 外缘       | 安定连礁          |          | 15°37′N 114°24′E / 15.617°N 114.400°E           | -18          |
| 中沙群島 | 中沙大环礁 | 外缘       | 美溪暗沙          |          | 15°27′N 114°12′E / 15.450°N 114.200°E           | -16          |
| 中沙群島 | 中沙大环礁 | 外缘       | 布德暗沙          |          | 15°27′N 114°10′E / 15.450°N 114.167°E           | -16          |
| 中沙群島 | 中沙大环礁 | 外缘       | 波洑暗沙          |          | 15°27′N 114°00′E / 15.450°N 114.000°E           | -14          |
| 中沙群島 | 中沙大环礁 | 外缘       | 排波暗沙          |          | 15°29′N 113°51′E / 15.483°N 113.850°E           | -14          |
| 中沙群島 | 中沙大环礁 | 外缘       | 果淀暗沙          |          | 15°32′N 113°46′E / 15.533°N 113.767°E           | -18          |
| 中沙群島 | 中沙大环礁 | 外缘       | 排洪滩            |          | 15°38′N 113°43′E / 15.633°N 113.717°E           | -16          |
| 中沙群島 | 中沙大环礁 | 外缘       | 涛静暗沙          |          | 15°41′N 113°54′E / 15.683°N 113.900°E           | -18          |
| 中沙群島 | 中沙大环礁 | 外缘       | 控湃暗沙          |          | 15°48′N 113°54′E / 15.800°N 113.900°E           | -12          |
| 中沙群島 | 中沙大环礁 | 外缘       | 华夏暗沙          | （）     | 15°54′N 113°58′E / 15.900°N 113.967°E           | -12          |
| 中沙群島 | 中沙大环礁 | 内部       | 石塘连礁          |          | 16°02′N 114°46′E / 16.033°N 114.767°E           | -14          |
| 中沙群島 | 中沙大环礁 | 内部       | 指掌暗沙          |          | 16°00′N 114°39′E / 16.000°N 114.650°E           | -15          |
| 中沙群島 | 中沙大环礁 | 内部       | 南扉暗沙          |          | 15°55′N 114°38′E / 15.917°N 114.633°E           | -14          |
| 中沙群島 | 中沙大环礁 | 内部       | 漫步暗沙          |          | 15°55′N 114°29′E / 15.917°N 114.483°E           | -9           |
| 中沙群島 | 中沙大环礁 | 内部       | 乐西暗沙          |          | 15°52′N 114°25′E / 15.867°N 114.417°E           | -16          |
| 中沙群島 | 中沙大环礁 | 内部       | 屏南暗沙          |          | 15°52′N 114°34′E / 15.867°N 114.567°E           | -14          |
| 中沙群島 | 北部大陆架 | 北部大陆架 | 一统暗沙          |          | 19°12′N 113°53′E / 19.200°N 113.883°E           | -11          |
| 中沙群島 | 北部大陆架 | 北部大陆架 | 管事滩            |          | 17°11′35″N 118°45′01″E / 17.19306°N 118.75028°E | -42          |
| 中沙群島 | 北部大陆架 | 北部大陆架 | 神狐暗沙          |          | 19°33′N 113°02′E / 19.550°N 113.033°E           | -12          |
| 中沙群島 | 北部大陆架 | 北部大陆架 | 黄岩海山          |          |                                                 |              |
| 中沙群島 | 北部大陆架 | 北部大陆架 | 石星海山          |          |                                                 |              |
| 中沙群島 | 北部大陆架 | 北部大陆架 | 宪北海山          |          |                                                 |              |
| 中沙群島 | 北部大陆架 | 北部大陆架 | 宪南海山          |          |                                                 |              |
| 中沙群島 | 北部大陆架 | 北部大陆架 | 涨中海山          |          |                                                 |              |
| 中沙群島 | 北部大陆架 | 北部大陆架 | 珍贝海山          |          |                                                 |              |
| 中沙群島 | 中央海山   | 中央海山   | 黄岩岛 （民主礁） |          | 15°11′N 117°46′E / 15.183°N 117.767°E           | 1.8          |
| 中沙群島 | 中央海山   | 中央海山   | 宪法暗沙          |          | 16°20′N 116°44′E / 16.333°N 116.733°E           | -18          |
| 中沙群島 | 中央海山   | 中央海山   | 中南暗沙          |          | 13°57′N 115°24′E / 13.950°N 115.400°E           | -272         |
| 中沙群島 | 中央海山   | 中央海山   | 中南海山          |          |                                                 |              |
| 中沙群島 | 中央海山   | 中央海山   | 龙南海山          |          |                                                 |              |
| 中沙群島 | 中央海山   | 中央海山   | 长龙海山          |          |                                                 |              |